# 7239 Mobberley
7239 Mobberley è un asteroide della fascia principale. Scoperto nel 1989, presenta un'orbita caratterizzata da un semiasse maggiore pari a 2,3151935 au e da un'eccentricità di 0,2633777, inclinata di 3,59345° rispetto all'eclittica.
L'asteroide è dedicato all'astronomo amatoriale britannico Martin P. Mobberley.